# De Bilt
De Bilt – gmina w Holandii, w prowincji Utrecht.

## Miejscowości
Bilthoven, De Bilt, Groenekan, Hollandsche Rading, Maartensdijk, Westbroek.